# Воскресенська сільська рада (Новотроїцький район)
Воскресе́нська сільська́ ра́да — адміністративно-територіальна одиниця та орган місцевого самоврядування в Новотроїцькому районі Херсонської області. Адміністративний центр — село Воскресенка.

## Загальні відомості
Воскресенська сільська рада утворена в 1943 році.
- Територія ради: 61,278 км²
- Населення ради: 1 102 особи (станом на 2001 рік)

## Населені пункти
Сільській раді були підпорядковані населені пункти:
- с. Воскресенка

## Склад ради
Рада складалася з 16 депутатів та голови.
- Голова ради: Ширяєв Віктор Дмитрович

### Депутати
За результатами місцевих виборів 2010 року депутатами ради стали:

#### За суб'єктами висування
| Суб'єкт висування           | Кількість обраних депутатів | %    |
| --------------------------- | --------------------------- | ---- |
| Партія регіонів             | 11                          | 68,8 |
| Комуністична партія України | 5                           | 31,3 |

#### За округами
| № округу                    | Прізвище, ім'я, по батькові   | Дата визнання обраним | Освіта  | Партійна приналежність            | Відомості про обраного депутата                                         |
| --------------------------- | ----------------------------- | --------------------- | ------- | --------------------------------- | ----------------------------------------------------------------------- |
| Комуністична партія України |                               |                       |         |                                   |                                                                         |
| 3                           | Муравська Ліана Леонідівна    | 03.11.2010            | вища    | позапартійна                      | Воскресенський ясла - садок, завідувачка                                |
| 7                           | Юдіна Ганна Афанасіївна       | 03.11.2010            | середня | позапартійна                      | пенсіонер                                                               |
| 8                           | Бондаренко Леонід Васильович  | 03.11.2010            | вища    | член Комуністичної партії України | пенсіонер                                                               |
| 9                           | Щербак Наталя Володимирівна   | 03.11.2010            | вища    | позапартійна                      | Воскресенська сільська рада, спеціаліст з планування та аналізу бюджету |
| 11                          | Костіна Наталя Григорівна     | 03.11.2010            | вища    | позапартійна                      | Воскресенське відділення ощадбанку, касир                               |
| Партія регіонів             |                               |                       |         |                                   |                                                                         |
| 1                           | Козир Сергій Миколайович      | 03.11.2010            | середня | член Партії регіонів              | тимчасово не працює                                                     |
| 2                           | Козир Людмила Валеріївна      | 03.11.2010            | середня | член Партії регіонів              | тимчасово не працює                                                     |
| 4                           | Кисельова Лариса Анатоліївна  | 03.11.2010            | середня | член Партії регіонів              | тимчасово не працює                                                     |
| 5                           | Тимофієв Валентин Миколайович | 03.11.2010            | середня | член Партії регіонів              | фермерське господарство "Тимофієв"                                      |
| 6                           | Шевель Валентина Миколаївна   | 03.11.2010            | вища    | член Партії регіонів              | Воскресенська сільська рада, секретар                                   |
| 10                          | Вирвихвост Микола Петрович    | 03.11.2010            | середня | член Партії регіонів              | тимчасово не працює                                                     |
| 12                          | Матвійчук Людмила Іванівна    | 03.11.2010            | середня | член Партії регіонів              | Воскресенська загальноосвітня школа І-ІІ ст., техпрацівник              |
| 13                          | Попович Мирослава Василівна   | 03.11.2010            | вища    | член Партії регіонів              | Воскресенська сільська рада, спеціаліст з земельних питань              |
| 14                          | Кузнєцова Ірина Анатоліївна   | 03.11.2010            | вища    | член Партії регіонів              | тимчасово не працює                                                     |
| 15                          | Закірко Тала Радіонівна       | 03.11.2010            | вища    | член Партії регіонів              | тимчасово не працює                                                     |
| 16                          | Шаруділова Тетяна Вікторівна  | 03.11.2010            | середня | член Партії регіонів              | тимчасово не працює                                                     |